# Єгипетський лотос
Єгипетський лотос (лат. Nymphaea lotus) — вид водних рослин родини лататтєвих, африканське латаття.
В Африці у водах річки Нілу зростає родич нашого латаття (див.: Латаття біле) рослина — німфея лотус або просто лотос.
Листя у лотоса увігнуте посередині, в півметра завширшки, а біла квітка сягає 20 сантиметрів. Коли Ніл розливається, несучи на поля родючий мул, по берегах річки і навіть в ровах і канавах починають цвісти білий і блакитний лотоси. Блакитний лотос мав в Єгипті релігійне значення.

## В Єгипті
Поява квіток лотоса радувала стародавніх єгиптян, і з давніх часів збереглася прислів'я: «Багато лотосів на воді, велика буде родючість». У Стародавньому Єгипті лотос шанували як священну квітку. Він був присвячений богині родючості Ізиді і богу сонця Озірісу. Останній зображувався на листі лотоса, а бог світла Хорус — сидить на квітці лотоса.
Цим був виражений зв'язок нільської «лілії», і нашого латаття, з сонцем: квітка її також розкривається вранці і опускається у воду ввечері.
Символ Стародавнього Єгипту, його герб — п'ять квіток лотоса. Скіпетр — знак влади фараона (царя Єгипту) — робився у вигляді квітки лотоса на довгому стеблі. Квітка і бутон лотоса були вибиті на єгипетських монетах. Колони єгипетських палаців і храмів теж прикрашали зображенням лотоса: підстави колон — листя лотоса, а вгорі — зв'язка стебел з квітками і бутонами.

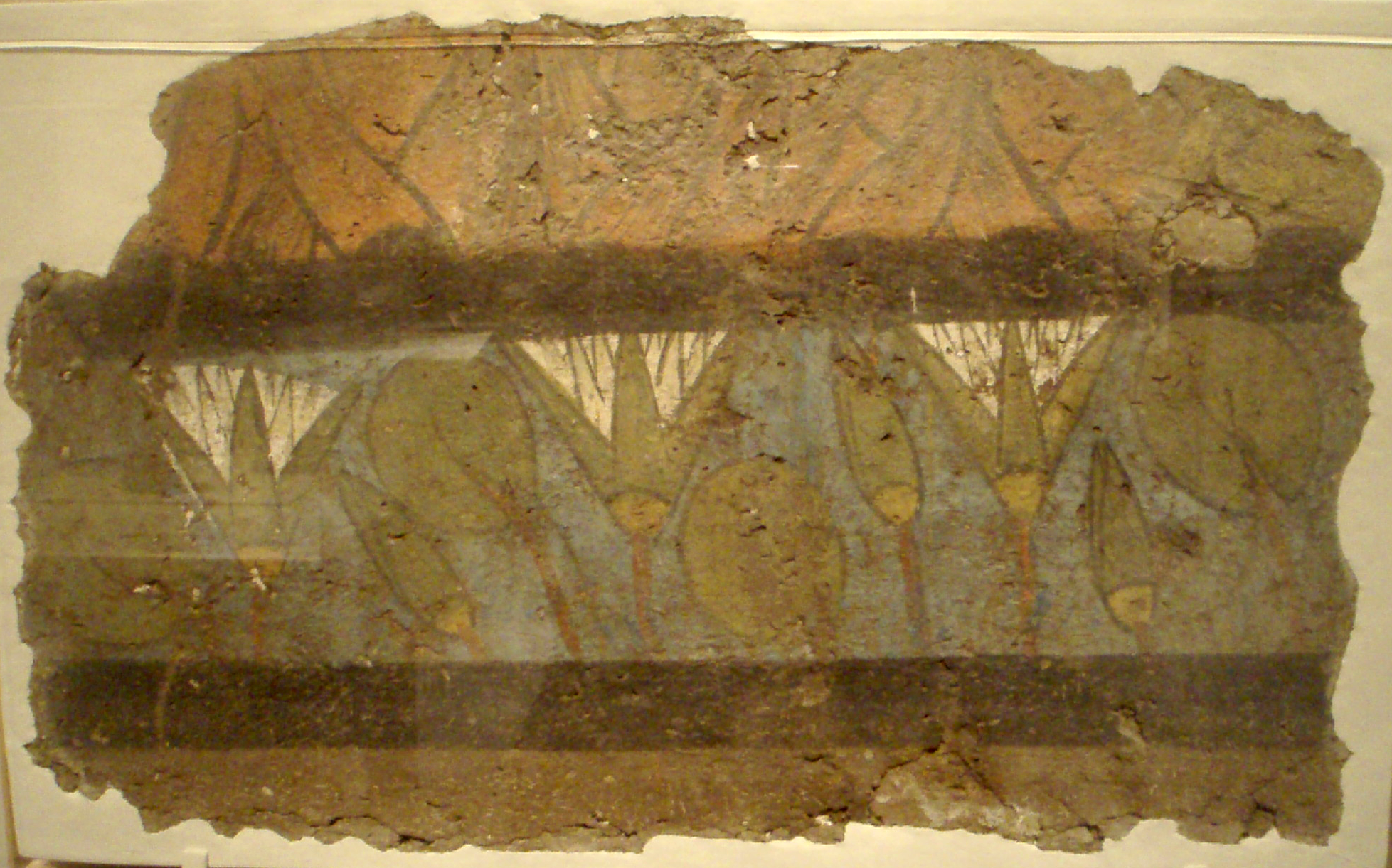
Білий лотос в декорі. Фриз на палаці в Амарні (1352–1336 до н. е.).

П'ять з половиною тисяч років тому єгиптяни малювали лотоси на гробницях. Лотос в ієрогліфах (єгипетських письменах) означав радість і задоволення.
Жінки квітками лотоса прикрашали волосся і, йдучи в гості, тримали в руках букет. Гірляндами з квіток лотоса прибирали будинки, храми, гробниці з муміями.

Але єгиптяни не тільки милувалися квіткою лотоса і вдихали його аромат, вони вживали в їжу його насіння і кореневища. Перший вчений ботанік, званий батьком ботаніки, Феофраст, що жив у Давній Греції 2300 років тому і багато подорожував, писав про це:
| «Головки лотоса єгиптяни складають у купи, де вони піддаються гниттю, поки не зруйнуються їх зовнішні оболонки, після чого насіння промивають в річці, сушать і товчуть, а з отриманого борошна печуть хліб». |
Про це писав і давньогрецький історик Геродот: 
| «Коли річка виступає з берегів і заливає рівнину, на воді виростають у великій кількості лілії, звані у єгиптян «лотосом». Вони зрізають їх, сушать на сонці, потім розбивають макоподібне насіння лотоса, що добуваються з середини лотоса, і готують тісто, яке печуть на вогні. Корінь цього лотоса також їстівний і має досить приємний солодкуватий смак, він круглий і величиною з яблуко» |
У Стародавній Греції були поширені розповіді про людей, що харчуються лотосом, — «лотофагів». Така розповідь наведена поетом Давньої Греції Гомером в «Одіссеї»:
Дев'ять вже днів нас по хвилях багатого рибою моря

Буряні вітри носили; лише на десятий пристали

Ми до землі лотофагів, що живляться квітами тільки.

Вийшовши на суходіл і водою запасшись питною,

Товариші на обід близ швидких кораблів посідали.

Потім, коли уже голод і спрагу вони вдовольнили,

Товаришів відрядив я у глиб того краю — дізнатись

Що то за плем'я людське на землі отій хліб споживає.

Двох відібравши мужів, окличника третім додав я.

Во путь подалися вони й з лотофагами стрілись небавом.

Жодного підступу ті у думках проти наших не мали

Товаришів, та дали вони лотоса їм скуштувати.

Тільки як хто споживе цих плодів, як мед той, солодких,

Той ні вернутись не хоче, ні звістки про себе подати, —

Так і вони залишитись поміж лотофагів бажали

Й лотоси там споживать, а вертати не думали зовсім.

До кораблів силоміць привів я назад їх, плачущих,

Міцно зв'язав їх і кинув під лави на суднах доладних.

Іншим супутникам вірним звелів я негайно сідати

На кораблі наші бистрі, щоб лотоса ласо споживши,

З них не забув би хто-небудь вертатися з нами додому.

До кочетів вони, швидко зійшовши, усі посідали

Й веслами, сидячи вряд, по сивих ударили хвилях.
Звичайний лотос має плоди несолодкі, лотос лотофагів (Ziziphus lotus) — інший вид, що володіє солодкими плодами.